# Feni (zila)
Feni (Bengaals: ফেনী জেলা, IAST: Phenī jelā) is een district in de divisie Chittagong in het zuidoosten van Bangladesh. De hoofdstad is het gelijknamige Feni.
Het district heeft een oppervlakte van 928,34 km². De belangrijkste rivieren zijn de Feni en de Muhuri (Kleine Feni).
Een belangrijk deel van de bevolking is hier vanwege economische redenen naartoe verhuisd.